# Natascha Keller
Natascha Keller (Oost-Berlijn, 3 juli 1977) is een Duits hockeyster.
De aanvalster maakte na verschillende Duitse jeugdelftallen te hebben doorlopen haar debuut voor de Duitse hockeyploeg op 3 oktober 1994 in de vriendschappelijke wedstrijd tegen Nederland (4-3). Met ruim 400 interlands is Keller recordinternational bij de Duitsers. Haar 250ste interland speelde ze op 19 augustus 2006 in Birmingham tegen Engeland (2-1). 
Keller nam met de Duitse ploeg deel aan vijf Olympische Spelen, waarvan bij de Olympische Spelen van 2004 de gouden medaille werd behaald door Nederland te verslaan. Op het EK van 2007 in Manchester werd Keller met Duitsland Europees kampioen. Na de Olympische Spelen van 2012 zwaaide ze af als international en in de zomer van 2013 kondigde ze aan een punt te zetten achter haar hockeyloopbaan. 
Keller stamt uit een hockeyfamilie. Haar vader Carsten Keller, haar grootvader Erwin Keller en haar broers Florian Keller en Andreas Keller kwamen allen uit voor de Duitse hockeyploeg. Keller speelt vrijwel haar gehele carrière voor Berliner HC. Hier is ze meermaals met het eerste damesteam kampioen van Duitsland geworden. In 1997 heeft ze met Berliner HC de Europacup I gewonnen en in 2008 werd de Europacup II gewonnen
In 1999 werd Keller verkozen tot World Hockey Player of the Year door de FIH. Tijdens de Olympische Zomerspelen 2012 droeg ze tijdens de openingsceremonie de Duitse vlag voor de Duitse delegatie.

## Erelijst
- 1995 –  Europees kampioenschap in Amstelveen
- 1995 – 4e Champions Trophy in Mar del Plata
- 1996 –  Europees kampioenschap U21 in Cardiff
- 1996 – 6e Olympische Spelen in Atlanta
- 1997 – 4e Wereldkampioenschap U21 in Seoul
- 1997 –  Champions Trophy in Berlijn
- 1998 –  EK zaalhockey in Orense
- 1998 –  WK hockey in Utrecht
- 1999 –  Champions Trophy in Brisbane
- 1999 –  Europees kampioenschap in Keulen
- 2000 –  Olympisch kwalificatietoernooi in Milton Keynes
- 2000 –  Champions Trophy in Amstelveen
- 2000 – 7e Olympische Spelen in Sydney
- 2002 –  EK zaalhockey in Les Ponts de Cé
- 2002 – 7e WK hockey in Perth
- 2003 –  WK zaalhockey in Leipzig
- 2003 –  Champions Challenge in Catania
- 2003 –  Europees kampioenschap in Barcelona
- 2004 –  Olympische Spelen in Athene
- 2004 –  Champions Trophy in Rosario
- 2005 –  Europees kampioenschap in Dublin
- 2005 – 5e Champions Trophy in Canberra
- 2006 –  EK zaalhockey in Eindhoven
- 2006 –  Champions Trophy in Amstelveen
- 2006 – 8e WK hockey in Madrid
- 2007 –  WK zaalhockey in Wenen
- 2007 –  Europees kampioenschap in Manchester
- 2008 –  Champions Trophy in Mönchengladbach
- 2008 – 4e Olympische Spelen in Peking
- 2009 – 4e Champions Trophy in Sydney
- 2009 –  Europees kampioenschap in Amstelveen
- 2010 – 4e Champions Trophy in Nottingham
- 2010 – 4e WK hockey in Rosario
- 2011 –  WK zaalhockey in Poznan
- 2011 – 8e Champions Trophy in Amstelveen
- 2011 –  Europees kampioenschap in Mönchengladbach
- 2012 – 4e Champions Trophy in Rosario
- 2012 – 7e Olympische Spelen in Londen

## Onderscheidingen
- 1999 – FIH World Player of the Year